# 2. Bundesliga 2014-15
La temporada 2014-15 de la 2. Bundesliga ha correspondido la 41.ª edición de la Segunda División de Alemania. La fase regular comenzó a disputarse el 1 de agosto de 2014 y terminó el 24 de mayo de 2015.

## Sistema de competición
Participan en la 2. Bundesliga 18 clubes que, siguiendo un calendario establecido por sorteo, se enfrentan entre sí en dos partidos, uno en terreno propio y otro en campo contrario. El ganador de cada partido tiene tres puntos, el empate otorga un punto y la derrota, cero puntos.
El torneo se disputa entre los meses de agosto de 2014 y mayo del 2015. Al término de la temporada, los dos primeros clasificados ascenderán a la 1. Bundesliga, y el tercer clasificado disputó su ascenso con el antepenúltimo clasificado de la 1. Bundesliga. Los dos últimos descenderán a la 3. Liga y el antepenúltimo clasificado disputará su permanencia con el tercer clasificado de la 3. Liga.

## Relevo anual de clubes
| Pos  | Descendidos de la 1. Bundesliga |
| ---- | ------------------------------- |
| 17.º | Núremberg                       |
| 18.º | Eintracht Brunswick             |

| Pos | Ascendidos de la 2. Bundesliga |
| --- | ------------------------------ |
| 1.º | Colonia                        |
| 2.º | Paderborn 07                   |

| Pos   | Descendidos de la 2. Bundesliga |
| ----- | ------------------------------- |
| Prom. | Arminia Bielefeld               |
| 17.º  | Dinamo Dresde                   |
| 18.º  | Energie Cottbus                 |

| Pos   | Ascendidos de la 3. Liga |
| ----- | ------------------------ |
| 1.º   | Heidenheim               |
| 2.º   | RB Leipzig               |
| Prom. | Darmstadt 98             |

### Clubes participantes
| Club                   | Ciudad                  | Estadio                        | Aforo  |
| ---------------------- | ----------------------- | ------------------------------ | ------ |
| Heidenheim             | Heidenheim an der Brenz | Voith-Arena                    | 10.001 |
| Kaiserslautern         | Kaiserslautern          | Fritz-Walter-Stadion           | 49.780 |
| Union Berlín           | Berlín                  | Alte Försterei                 | 18.432 |
| Eintracht Braunschweig | Brunswick               | Eintracht-Stadion              | 25.540 |
| Erzgebirge Aue         | Aue                     | Sparkassen-Erzgebirgsstadion   | 16.000 |
| Ingolstadt 04          | Ingolstadt              | Audi Sportpark                 | 15.445 |
| Núremberg              | Núremberg               | Grundig-Stadion                | 46.780 |
| St. Pauli              | Hamburgo                | Millerntor-Stadion             | 24.487 |
| Fortuna Düsseldorf     | Düsseldorf              | ESPRIT arena                   | 54.600 |
| FSV Frankfurt          | Fráncfort del Meno      | Frankfurter Volksbank Stadion  | 10.826 |
| Greuther Fürth         | Fürth                   | Trolli Arena                   | 18.000 |
| Karlsruher             | Karlsruhe               | Wildparkstadion                | 32.306 |
| RB Leipzig             | Leipzig                 | Red Bull Arena                 | 44.199 |
| Darmstadt 98           | Darmstadt               | Merck-Stadion am Böllenfalltor | 24.000 |
| Sandhausen             | Sandhausen              | Hardtwaldstadion               | 12.100 |
| TSV 1860 Múnich        | Múnich                  | Allianz Arena                  | 69.901 |
| Bochum                 | Bochum                  | Rewirpowerstadion              | 30.748 |
| VfR Aalen              | Aalen                   | Scholz-Arena                   | 13.251 |

## Clasificación
- Actualizado el 25 de mayo de 2015

|  |     | Equipo                 | PJ | PG | PE | PP | GF | GC | Dif. | Pts. |
|  | --- | ---------------------- | -- | -- | -- | -- | -- | -- | ---- | ---- |
|  | 1.  | Ingolstadt 04          | 34 | 17 | 13 | 4  | 52 | 31 | +21  | 64   |
|  | 2.  | Darmstadt 98           | 34 | 15 | 14 | 5  | 44 | 26 | +18  | 59   |
|  | 3.  | Karlsruher             | 34 | 15 | 13 | 6  | 46 | 26 | +20  | 58   |
|  | 4.  | Kaiserslautern         | 34 | 14 | 14 | 6  | 45 | 31 | +14  | 56   |
|  | 5.  | RB Leipzig             | 34 | 13 | 11 | 10 | 39 | 31 | +8   | 50   |
|  | 6.  | Eintracht Braunschweig | 34 | 15 | 5  | 14 | 44 | 41 | +3   | 50   |
|  | 7.  | Union Berlín           | 34 | 12 | 11 | 11 | 47 | 55 | -6   | 47   |
|  | 8.  | Heidenheim             | 34 | 12 | 10 | 12 | 49 | 44 | +5   | 46   |
|  | 9.  | Núremberg              | 34 | 13 | 6  | 15 | 42 | 47 | -5   | 45   |
|  | 10. | Fortuna Düsseldorf     | 34 | 11 | 11 | 12 | 48 | 52 | -4   | 44   |
|  | 11. | Bochum                 | 34 | 9  | 15 | 10 | 53 | 55 | -2   | 42   |
|  | 12. | Sandhausen             | 34 | 10 | 12 | 12 | 32 | 37 | -5   | 39   |
|  | 13. | Frankfurt              | 34 | 10 | 9  | 15 | 41 | 53 | -12  | 39   |
|  | 14. | Greuther Fürth         | 34 | 8  | 13 | 13 | 34 | 42 | -8   | 37   |
|  | 15. | St. Pauli              | 34 | 10 | 7  | 17 | 40 | 51 | -11  | 37   |
|  | 16. | TSV 1860 Múnich        | 34 | 9  | 9  | 16 | 41 | 51 | -10  | 36   |
|  | 17. | Erzgebirge Aue         | 34 | 9  | 9  | 16 | 32 | 47 | -15  | 36   |
|  | 18. | VfR Aalen              | 34 | 7  | 12 | 15 | 34 | 46 | -12  | 31   |

- A VfR Aalen se le restaron 2 puntos.
- A Sandhausen se le restaron 3 puntos.

| Leyenda |                                               |
|         | Asciende a 1. Bundesliga 2015-16.             |
|         | Promoción de ascenso a 1. Bundesliga 2015-16. |
|         | Promoción de descenso a 3. Liga 2015-16.      |
|         | Desciende a 3. Liga 2015-16.                  |

## Evolución de las posiciones
- Actualizado el 25 de mayo de 2015

| Equipo / Jornada       | 1  | 2  | 3  | 4  | 5  | 6  | 7  | 8  | 9  | 10 | 11 | 12 | 13 | 14 | 15 | 16 | 17 | 18 | 19 | 20 | 21 | 22 | 23 | 24 | 25 | 26 | 27 | 28 | 29 | 30 | 31 | 32 | 33 | 34 |
| Equipo / Jornada       |    |    |    |    |    |    |    |    |    |    |    |    |    |    |    |    |    |    |    |    |    |    |    |    |    |    |    |    |    |    |    |    |    |    |
| ---------------------- | -- | -- | -- | -- | -- | -- | -- | -- | -- | -- | -- | -- | -- | -- | -- | -- | -- | -- | -- | -- | -- | -- | -- | -- | -- | -- | -- | -- | -- | -- | -- | -- | -- | -- |
| Ingolstadt 04          | 7  | 12 | 6  | 2  | 1  | 2  | 5  | 1  | 1  | 1  | 1  | 1  | 1  | 1  | 1  | 1  | 1  | 1  | 1  | 1  | 1  | 1  | 1  | 1  | 1  | 1  | 1  | 1  | 1  | 1  | 1  | 1  | 1  | 1  |
| Darmstadt 98           | 4  | 8  | 2  | 5  | 3  | 6  | 1  | 2  | 6  | 6  | 4  | 4  | 3  | 3  | 3  | 4  | 3  | 2  | 3  | 4  | 4  | 3  | 2  | 2  | 2  | 3  | 3  | 3  | 3  | 4  | 3  | 2  | 2  | 2  |
| Karlsruher             | 12 | 7  | 3  | 4  | 6  | 3  | 7  | 8  | 9  | 9  | 7  | 8  | 6  | 6  | 8  | 3  | 2  | 3  | 2  | 3  | 3  | 2  | 4  | 4  | 4  | 4  | 4  | 4  | 4  | 3  | 4  | 4  | 3  | 3  |
| Kaiserslautern         | 1  | 6  | 4  | 6  | 4  | 7  | 3  | 5  | 2  | 3  | 5  | 5  | 4  | 8  | 5  | 2  | 5  | 5  | 5  | 2  | 2  | 4  | 3  | 3  | 3  | 2  | 2  | 2  | 2  | 2  | 2  | 3  | 4  | 4  |
| RB Leipzig             | 13 | 4  | 1  | 3  | 2  | 4  | 2  | 3  | 4  | 5  | 3  | 3  | 7  | 5  | 7  | 8  | 6  | 6  | 7  | 7  | 8  | 8  | 8  | 6  | 5  | 7  | 6  | 6  | 5  | 5  | 6  | 6  | 6  | 5  |
| Eintracht Braunschweig | 5  | 3  | 8  | 12 | 13 | 10 | 11 | 10 | 11 | 11 | 10 | 9  | 8  | 7  | 2  | 5  | 7  | 4  | 4  | 5  | 5  | 5  | 6  | 7  | 6  | 6  | 5  | 5  | 6  | 6  | 5  | 5  | 5  | 6  |
| Union Berlín           | 11 | 13 | 12 | 15 | 17 | 14 | 15 | 15 | 18 | 15 | 11 | 12 | 13 | 15 | 12 | 11 | 12 | 10 | 10 | 9  | 11 | 10 | 10 | 12 | 13 | 12 | 9  | 9  | 9  | 10 | 8  | 12 | 9  | 7  |
| Heidenheim             | 2  | 9  | 11 | 11 | 8  | 9  | 9  | 4  | 5  | 4  | 6  | 7  | 5  | 4  | 6  | 7  | 8  | 9  | 9  | 8  | 9  | 11 | 11 | 10 | 11 | 9  | 10 | 13 | 11 | 8  | 9  | 7  | 7  | 8  |
| Núremberg              | 3  | 10 | 14 | 8  | 10 | 13 | 16 | 13 | 13 | 10 | 12 | 11 | 14 | 11 | 13 | 12 | 9  | 8  | 8  | 10 | 7  | 6  | 7  | 8  | 8  | 11 | 12 | 12 | 13 | 9  | 10 | 8  | 10 | 9  |
| Fortuna Düsseldorf     | 6  | 11 | 15 | 9  | 7  | 5  | 6  | 7  | 3  | 2  | 2  | 2  | 2  | 2  | 4  | 6  | 4  | 7  | 6  | 6  | 6  | 7  | 5  | 5  | 7  | 5  | 7  | 7  | 7  | 7  | 7  | 11 | 8  | 10 |
| Bochum                 | 10 | 1  | 5  | 1  | 5  | 1  | 4  | 6  | 8  | 8  | 8  | 10 | 10 | 9  | 10 | 10 | 10 | 11 | 11 | 12 | 12 | 12 | 12 | 13 | 10 | 8  | 8  | 10 | 10 | 13 | 11 | 9  | 11 | 11 |
| Sandhausen             | 18 | 14 | 16 | 17 | 15 | 11 | 10 | 11 | 12 | 16 | 15 | 16 | 12 | 14 | 14 | 13 | 13 | 14 | 14 | 14 | 14 | 14 | 13 | 11 | 12 | 13 | 13 | 8  | 8  | 11 | 12 | 10 | 12 | 12 |
| Frankfurt              | 16 | 16 | 13 | 13 | 14 | 16 | 18 | 18 | 16 | 18 | 13 | 13 | 11 | 13 | 11 | 14 | 14 | 13 | 13 | 11 | 10 | 9  | 9  | 9  | 9  | 10 | 11 | 11 | 12 | 12 | 13 | 13 | 16 | 13 |
| Greuther Fürth         | 9  | 2  | 7  | 7  | 9  | 8  | 8  | 9  | 7  | 7  | 9  | 6  | 9  | 10 | 9  | 9  | 11 | 12 | 12 | 13 | 13 | 13 | 14 | 14 | 14 | 14 | 14 | 14 | 14 | 14 | 14 | 14 | 13 | 14 |
| St. Pauli              | 8  | 15 | 10 | 14 | 16 | 17 | 12 | 14 | 10 | 12 | 16 | 17 | 17 | 17 | 18 | 17 | 18 | 18 | 17 | 18 | 18 | 18 | 18 | 17 | 17 | 18 | 16 | 16 | 16 | 17 | 15 | 15 | 14 | 15 |
| TSV 1860 Múnich        | 15 | 17 | 17 | 16 | 11 | 12 | 13 | 12 | 15 | 17 | 18 | 14 | 15 | 12 | 15 | 16 | 16 | 16 | 15 | 16 | 16 | 15 | 15 | 15 | 15 | 15 | 15 | 15 | 15 | 15 | 17 | 17 | 15 | 16 |
| Erzgebirge Aue         | 17 | 18 | 18 | 18 | 18 | 18 | 17 | 16 | 17 | 14 | 14 | 15 | 16 | 16 | 17 | 18 | 17 | 17 | 18 | 17 | 15 | 16 | 16 | 16 | 18 | 17 | 17 | 17 | 17 | 18 | 16 | 16 | 17 | 17 |
| VfR Aalen              | 14 | 5  | 9  | 10 | 12 | 15 | 14 | 17 | 14 | 13 | 17 | 18 | 18 | 18 | 16 | 15 | 15 | 15 | 16 | 15 | 17 | 17 | 17 | 18 | 16 | 16 | 18 | 18 | 18 | 16 | 18 | 18 | 18 | 18 |

## Resultados
- Los horarios corresponden al huso horario de Alemania (Hora central europea): UTC+1 en horario estándar y UTC+2 en horario de verano

### Primera rueda
| Fortuna Düsseldorf | 2 - 2 | Eintracht Braunschweig | ESPRIT arena                   | 1 de agosto | 20:30 |
| RB Leipzig         | 0 - 0 | VfR Aalen              | Red Bull Arena                 | 2 de agosto | 13:00 |
| St. Pauli          | 1 - 1 | Ingolstadt 04          | Millerntor-Stadion             | 2 de agosto | 15:30 |
| Bochum             | 1 - 1 | Greuther Fürth         | Rewirpowerstadion              | 2 de agosto | 15:30 |
| Heidenheim         | 2 - 1 | Frankfurt              | Voith-Arena                    | 3 de agosto | 13:30 |
| Núremberg          | 1 - 0 | Erzgebirge Aue         | Grundig-Stadion                | 3 de agosto | 15:30 |
| Karlsruher         | 0 - 0 | Union Berlín           | Wildparkstadion                | 3 de agosto | 15:30 |
| Darmstadt 98       | 1 - 0 | Sandhausen             | Merck-Stadion am Böllenfalltor | 3 de agosto | 15:30 |
| Kaiserslautern     | 3 - 2 | TSV 1860 Múnich        | Fritz-Walter-Stadion           | 4 de agosto | 20:15 |

| VfR Aalen              | 2 - 0 | St. Pauli          | Scholz-Arena                  | 8 de agosto  | 18:30 |
| Frankfurt              | 2 - 3 | Karlsruher         | Frankfurter Volksbank Stadion | 8 de agosto  | 18:30 |
| Union Berlín           | 1 - 1 | Fortuna Düsseldorf | Alte Försterei                | 8 de agosto  | 20:30 |
| Eintracht Braunschweig | 3 - 0 | Heidenheim         | Eintracht-Stadion             | 9 de agosto  | 15:30 |
| Erzgebirge Aue         | 1 - 5 | Bochum             | Sparkassen-Erzgebirgsstadion  | 9 de agosto  | 15:30 |
| Ingolstadt 04          | 2 - 2 | Darmstadt 98       | Audi Sportpark                | 10 de agosto | 13:30 |
| TSV 1860 Múnich        | 0 - 3 | RB Leipzig         | Allianz Arena                 | 10 de agosto | 15:30 |
| Sandhausen             | 1 - 1 | Kaiserslautern     | Hardtwald                     | 10 de agosto | 15:30 |
| Greuther Fürth         | 5 - 1 | Núremberg          | Trolli Arena                  | 11 de agosto | 20:15 |

| St. Pauli          | 2 - 1 | Sandhausen             | Millerntor-Stadion             | 22 de agosto | 18:30 |
| Heidenheim         | 2 - 2 | TSV 1860 Múnich        | Voith-Arena                    | 22 de agosto | 18:30 |
| RB Leipzig         | 1 - 0 | Erzgebirge Aue         | Red Bull Arena                 | 22 de agosto | 18:30 |
| Núremberg          | 0 - 1 | Frankfurt              | Grundig-Stadion                | 23 de agosto | 13:00 |
| Fortuna Düsseldorf | 0 - 2 | Karlsruher             | ESPRIT arena                   | 23 de agosto | 13:00 |
| Kaiserslautern     | 2 - 1 | Eintracht Braunschweig | Fritz-Walter-Stadion           | 24 de agosto | 13:30 |
| Ingolstadt 04      | 2 - 0 | Greuther Fürth         | Audi Sportpark                 | 24 de agosto | 13:30 |
| Darmstadt 98       | 2 - 0 | VfR Aalen              | Merck-Stadion am Böllenfalltor | 24 de agosto | 13:30 |
| Bochum             | 1 - 1 | Union Berlín           | Rewirpowerstadion              | 25 de agosto | 20:15 |

| Union Berlín           | 0 - 4 | Núremberg          | Alte Försterei                | 29 de agosto    | 18:30 |
| VfR Aalen              | 2 - 2 | Kaiserslautern     | Scholz-Arena                  | 29 de agosto    | 18:30 |
| Frankfurt              | 0 - 0 | RB Leipzig         | Frankfurter Volksbank Stadion | 29 de agosto    | 18:30 |
| Karlsruher             | 1 - 1 | Heidenheim         | Wildparkstadion               | 30 de agosto    | 13:00 |
| Erzgebirge Aue         | 0 - 3 | Fortuna Düsseldorf | Sparkassen-Erzgebirgsstadion  | 30 de agosto    | 13:00 |
| Eintracht Braunschweig | 1 - 2 | Bochum             | Eintracht-Stadion             | 31 de agosto    | 13:30 |
| TSV 1860 Múnich        | 1 - 1 | Darmstadt 98       | Allianz Arena                 | 31 de agosto    | 13:30 |
| Sandhausen             | 0 - 3 | Ingolstadt 04      | Hardtwald                     | 31 de agosto    | 13:30 |
| Greuther Fürth         | 3 - 0 | St. Pauli          | Trolli Arena                  | 1 de septiembre | 20:15 |

| Kaiserslautern | 1 - 0 | Frankfurt              | Fritz-Walter-Stadion           | 12 de septiembre | 18:30 |
| Ingolstadt 04  | 4 - 1 | VfR Aalen              | Audi Sportpark                 | 12 de septiembre | 18:30 |
| Bochum         | 1 - 1 | Karlsruher             | Rewirpowerstadion              | 12 de septiembre | 18:30 |
| RB Leipzig     | 3 - 1 | Eintracht Braunschweig | Red Bull Arena                 | 13 de septiembre | 13:00 |
| Darmstadt 98   | 2 - 0 | Erzgebirge Aue         | Merck-Stadion am Böllenfalltor | 13 de septiembre | 13:00 |
| St. Pauli      | 1 - 2 | TSV 1860 Múnich        | Millerntor-Stadion             | 14 de septiembre | 13:30 |
| Sandhausen     | 1 - 0 | Greuther Fürth         | Hardtwald                      | 14 de septiembre | 13:30 |
| Heidenheim     | 3 - 1 | Union Berlín           | Voith-Arena                    | 14 de septiembre | 13:30 |
| Núremberg      | 0 - 2 | Fortuna Düsseldorf     | Grundig-Stadion                | 15 de septiembre | 20:15 |

| Eintracht Braunschweig | 2 - 0 | Darmstadt 98   | Eintracht-Stadion             | 19 de septiembre | 18:30 |
| VfR Aalen              | 0 - 1 | Sandhausen     | Scholz-Arena                  | 19 de septiembre | 18:30 |
| Erzgebirge Aue         | 3 - 0 | St. Pauli      | Sparkassen-Erzgebirgsstadion  | 19 de septiembre | 18:30 |
| Greuther Fürth         | 2 - 1 | Kaiserslautern | Trolli Arena                  | 20 de septiembre | 13:00 |
| TSV 1860 Múnich        | 1 - 1 | Ingolstadt 04  | Allianz Arena                 | 20 de septiembre | 13:00 |
| Frankfurt              | 1 - 5 | Bochum         | Frankfurter Volksbank Stadion | 20 de septiembre | 13:00 |
| Karlsruher             | 3 - 0 | Núremberg      | Wildparkstadion               | 21 de septiembre | 13:30 |
| Fortuna Düsseldorf     | 3 - 2 | Heidenheim     | ESPRIT arena                  | 21 de septiembre | 13:30 |
| Union Berlín           | 2 - 1 | RB Leipzig     | Alte Försterei                | 21 de septiembre | 13:30 |

| Greuther Fürth | 1 - 1 | VfR Aalen              | Trolli Arena                   | 23 de septiembre | 17:30 |
| St. Pauli      | 1 - 0 | Eintracht Braunschweig | Millerntor-Stadion             | 23 de septiembre | 17:30 |
| Ingolstadt 04  | 1 - 1 | Erzgebirge Aue         | Audi Sportpark                 | 23 de septiembre | 17:30 |
| Sandhausen     | 1 - 0 | TSV 1860 Múnich        | Hardtwald                      | 23 de septiembre | 17:30 |
| Kaiserslautern | 1 - 0 | Union Berlín           | Fritz-Walter-Stadion           | 24 de septiembre | 17:30 |
| Heidenheim     | 3 - 0 | Núremberg              | Voith-Arena                    | 24 de septiembre | 17:30 |
| RB Leipzig     | 3 - 1 | Karlsruher             | Red Bull Arena                 | 24 de septiembre | 17:30 |
| Darmstadt 98   | 4 - 0 | Frankfurt              | Merck-Stadion am Böllenfalltor | 24 de septiembre | 17:30 |
| Bochum         | 1 - 1 | Fortuna Düsseldorf     | Rewirpowerstadion              | 25 de septiembre | 20:15 |

| Eintracht Braunschweig | 2 - 1 | Sandhausen     | Eintracht-Stadion             | 26 de septiembre | 18:30 |
| TSV 1860 Múnich        | 2 - 0 | Greuther Fürth | Allianz Arena                 | 26 de septiembre | 18:30 |
| Erzgebirge Aue         | 1 - 0 | VfR Aalen      | Sparkassen-Erzgebirgsstadion  | 26 de septiembre | 18:30 |
| Karlsruher             | 0 - 1 | Ingolstadt 04  | Wildparkstadion               | 27 de septiembre | 13:00 |
| Union Berlín           | 1 - 1 | Darmstadt 98   | Alte Försterei                | 27 de septiembre | 13:00 |
| Fortuna Düsseldorf     | 2 - 2 | RB Leipzig     | ESPRIT arena                  | 28 de septiembre | 13:30 |
| Frankfurt              | 3 - 3 | St. Pauli      | Frankfurter Volksbank Stadion | 28 de septiembre | 13:30 |
| Heidenheim             | 5 - 0 | Bochum         | Voith-Arena                   | 28 de septiembre | 13:30 |
| Núremberg              | 3 - 2 | Kaiserslautern | Grundig-Stadion               | 29 de septiembre | 20:15 |

| Greuther Fürth       | 2 - 0 | FC Erzgebirge Aue      | Trolli Arena                   | 3 de octubre | 18:30 |
| VfR Aalen            | 2 - 0 | TSV 1860 Múnich        | Scholz-Arena                   | 3 de octubre | 18:30 |
| VfL Bochum           | 1 - 1 | F.C. Núremberg         | Rewirpowerstadion              | 3 de octubre | 18:30 |
| FC St. Pauli         | 3 - 0 | 1. FC Union Berlin     | Millerntor-Stadion             | 4 de octubre | 13:00 |
| 1. FC Kaiserslautern | 2 - 0 | Karlsruher SC          | Fritz-Walter-Stadion           | 4 de octubre | 13:00 |
| FC Ingolstadt 04     | 1 - 0 | Eintracht Braunschweig | Audi Sportpark                 | 5 de octubre | 13:30 |
| SV Sandhausen        | 0 - 3 | FSV Frankfurt          | Hardtwald                      | 5 de octubre | 13:30 |
| SV Darmstadt 98      | 1 - 4 | Fortuna Düsseldorf     | Merck-Stadion am Böllenfalltor | 5 de octubre | 13:30 |
| RB Leipzig           | 1 - 1 | 1. FC Heidenheim       | Red Bull Arena                 | 6 de octubre | 20:15 |

| VfL Bochum             | 1 - 1 | SV Darmstadt 98      | Rewirpowerstadion             | 17 de octubre | 18:30 |
| 1. FC Heidenheim       | 1 - 1 | 1. FC Kaiserslautern | Voith-Arena                   | 17 de octubre | 18:30 |
| F.C. Núremberg         | 1 - 0 | RB Leipzig           | Grundig-Stadion               | 17 de octubre | 20:30 |
| Eintracht Braunschweig | 2 - 2 | Greuther Fürth       | Eintracht-Stadion             | 18 de octubre | 13:00 |
| 1. FC Union Berlin     | 3 - 1 | SV Sandhausen        | Alte Försterei                | 18 de octubre | 13:00 |
| Karlsruher SC          | 0 - 0 | VfR Aalen            | Wildparkstadion               | 19 de octubre | 13:30 |
| FSV Frankfurt          | 0 - 1 | FC Ingolstadt 04     | Frankfurter Volksbank Stadion | 19 de octubre | 13:30 |
| FC Erzgebirge Aue      | 4 - 1 | TSV 1860 Múnich      | Sparkassen-Erzgebirgsstadion  | 19 de octubre | 13:30 |
| Fortuna Düsseldorf     | 1 - 0 | FC St. Pauli         | ESPRIT arena                  | 20 de octubre | 20:15 |

| Greuther Fürth       | 2 - 5 | FSV Frankfurt          | Trolli Arena                   | 24 de octubre | 18:30 |
| VfR Aalen            | 1 - 2 | 1. FC Union Berlin     | Scholz-Arena                   | 24 de octubre | 18:30 |
| RB Leipzig           | 2 - 0 | VfL Bochum             | Red Bull Arena                 | 24 de octubre | 18:30 |
| 1. FC Kaiserslautern | 1 - 1 | Fortuna Düsseldorf     | Fritz-Walter-Stadion           | 25 de octubre | 13:00 |
| FC St. Pauli         | 0 - 4 | Karlsruher SC          | Millerntor-Stadion             | 25 de octubre | 13:00 |
| TSV 1860 Múnich      | 1 - 2 | Eintracht Braunschweig | Allianz Arena                  | 26 de octubre | 13:30 |
| FC Ingolstadt 04     | 1 - 0 | 1. FC Heidenheim       | Audi Sportpark                 | 26 de octubre | 13:30 |
| SV Sandhausen        | 1 - 1 | FC Erzgebirge Aue      | Hardtwald                      | 26 de octubre | 13:30 |
| SV Darmstadt 98      | 3 - 0 | F.C. Núremberg         | Merck-Stadion am Böllenfalltor | 27 de octubre | 20:15 |

| Karlsruher SC          | 1 - 1 | SV Sandhausen        | Wildparkstadion               | 31 de octubre  | 18:30 |
| Fortuna Düsseldorf     | 0 - 0 | FC Ingolstadt 04     | ESPRIT arena                  | 31 de octubre  | 18:30 |
| 1. FC Union Berlin     | 0 - 1 | Greuther Fürth       | Alte Försterei                | 31 de octubre  | 18:30 |
| F.C. Núremberg         | 2 - 2 | FC St. Pauli         | Grundig-Stadion               | 1 de noviembre | 13:00 |
| 1. FC Heidenheim       | 1 - 1 | SV Darmstadt 98      | Voith-Arena                   | 1 de noviembre | 13:00 |
| Eintracht Braunschweig | 2 - 1 | VfR Aalen            | Eintracht-Stadion             | 2 de noviembre | 13:30 |
| FSV Frankfurt          | 1 - 1 | FC Erzgebirge Aue    | Frankfurter Volksbank Stadion | 2 de noviembre | 13:30 |
| VfL Bochum             | 0 - 3 | TSV 1860 Múnich      | Rewirpowerstadion             | 2 de noviembre | 13:30 |
| RB Leipzig             | 0 - 0 | 1. FC Kaiserslautern | Red Bull Arena                | 3 de noviembre | 20:15 |

| 1. FC Kaiserslautern | 2 - 2 | VfL Bochum             | Fritz-Walter-Stadion           | 7 de noviembre  | 18:30 |
| VfR Aalen            | 0 - 1 | FSV Frankfurt          | Scholz-Arena                   | 7 de noviembre  | 18:30 |
| SV Sandhausen        | 2 - 1 | F.C. Núremberg         | Hardtwald                      | 7 de noviembre  | 18:30 |
| FC St. Pauli         | 0 - 3 | 1. FC Heidenheim       | Millerntor-Stadion             | 8 de noviembre  | 13:00 |
| SV Darmstadt 98      | 1 - 0 | RB Leipzig             | Merck-Stadion am Böllenfalltor | 8 de noviembre  | 13:00 |
| Greuther Fürth       | 0 - 3 | Karlsruher SC          | Trolli Arena                   | 9 de noviembre  | 13:30 |
| FC Ingolstadt 04     | 3 - 3 | 1. FC Union Berlin     | Audi Sportpark                 | 9 de noviembre  | 13:30 |
| FC Erzgebirge Aue    | 1 - 2 | Eintracht Braunschweig | Sparkassen-Erzgebirgsstadion   | 9 de noviembre  | 13:30 |
| TSV 1860 Múnich      | 0 - 1 | Fortuna Düsseldorf     | Allianz Arena                  | 10 de noviembre | 20:15 |

| VfL Bochum           | 4 - 0 | VfR Aalen              | Rewirpowerstadion             | 21 de noviembre | 18:30 |
| 1. FC Heidenheim     | 3 - 0 | SV Sandhausen          | Voith-Arena                   | 21 de noviembre | 18:30 |
| 1. FC Kaiserslautern | 0 - 0 | SV Darmstadt 98        | Fritz-Walter-Stadion          | 21 de noviembre | 20:30 |
| 1. FC Union Berlin   | 1 - 4 | TSV 1860 Múnich        | Alte Försterei                | 22 de noviembre | 13:00 |
| FSV Frankfurt        | 0 - 3 | Eintracht Braunschweig | Frankfurter Volksbank Stadion | 22 de noviembre | 13:00 |
| F.C. Núremberg       | 2 - 1 | FC Ingolstadt 04       | Grundig-Stadion               | 23 de noviembre | 13:30 |
| Karlsruher SC        | 1 - 0 | FC Erzgebirge Aue      | Wildparkstadion               | 23 de noviembre | 13:30 |
| RB Leipzig           | 4 - 1 | FC St. Pauli           | Red Bull Arena                | 23 de noviembre | 13:30 |
| Fortuna Düsseldorf   | 3 - 3 | Greuther Fürth         | ESPRIT arena                  | 24 de noviembre | 20:15 |

| Greuther Fürth         | 0 - 0 | 1. FC Heidenheim     | Trolli Arena                   | 28 de noviembre | 18:30 |
| FC Erzgebirge Aue      | 1 - 2 | 1. FC Union Berlin   | Sparkassen-Erzgebirgsstadion   | 28 de noviembre | 18:30 |
| SV Darmstadt 98        | 0 - 0 | Karlsruher SC        | Merck-Stadion am Böllenfalltor | 28 de noviembre | 18:30 |
| FC Ingolstadt 04       | 3 - 0 | VfL Bochum           | Audi Sportpark                 | 29 de noviembre | 13:00 |
| VfR Aalen              | 2 - 0 | Fortuna Düsseldorf   | Scholz-Arena                   | 29 de noviembre | 13:00 |
| TSV 1860 Múnich        | 0 - 2 | FSV Frankfurt        | Allianz Arena                  | 30 de noviembre | 13:30 |
| FC St. Pauli           | 1 - 3 | 1. FC Kaiserslautern | Millerntor-Stadion             | 30 de noviembre | 13:30 |
| SV Sandhausen          | 0 - 0 | RB Leipzig           | Hardtwald                      | 30 de noviembre | 13:30 |
| Eintracht Braunschweig | 1 - 0 | F.C. Núremberg       | Eintracht-Stadion              | 1 de diciembre  | 20:15 |

| Fortuna Düsseldorf   | 1 - 3 | SV Sandhausen          | ESPRIT arena                   | 5 de diciembre | 18:30 |
| VfL Bochum           | 3 - 3 | FC St. Pauli           | Rewirpowerstadion              | 5 de diciembre | 18:30 |
| 1. FC Heidenheim     | 0 - 1 | VfR Aalen              | Voith-Arena                    | 5 de diciembre | 18:30 |
| 1. FC Kaiserslautern | 3 - 0 | FC Erzgebirge Aue      | Fritz-Walter-Stadion           | 6 de diciembre | 13:00 |
| SV Darmstadt 98      | 0 - 0 | Greuther Fürth         | Merck-Stadion am Böllenfalltor | 6 de diciembre | 13:00 |
| Karlsruher SC        | 1 - 0 | Eintracht Braunschweig | Wildparkstadion                | 7 de diciembre | 13:30 |
| 1. FC Union Berlin   | 2 - 1 | FSV Frankfurt          | Alte Försterei                 | 7 de diciembre | 13:30 |
| RB Leipzig           | 0 - 1 | FC Ingolstadt 04       | Red Bull Arena                 | 7 de diciembre | 13:30 |
| F.C. Núremberg       | 2 - 1 | TSV 1860 Múnich        | Grundig-Stadion                | 8 de diciembre | 20:15 |

| Greuther Fürth         | 0 - 1 | RB Leipzig           | Trolli Arena                  | 12 de diciembre | 18:30 |
| SV Sandhausen          | 0 - 0 | VfL Bochum           | Hardtwald                     | 12 de diciembre | 18:30 |
| FC Erzgebirge Aue      | 1 - 1 | 1. FC Heidenheim     | Sparkassen-Erzgebirgsstadion  | 12 de diciembre | 18:30 |
| Eintracht Braunschweig | 1 - 1 | 1. FC Union Berlin   | Eintracht-Stadion             | 13 de diciembre | 13:00 |
| TSV 1860 Múnich        | 2 - 3 | Karlsruher SC        | Allianz Arena                 | 13 de diciembre | 13:00 |
| FSV Frankfurt          | 0 - 2 | Fortuna Düsseldorf   | Frankfurter Volksbank Stadion | 13 de diciembre | 13:00 |
| FC St. Pauli           | 0 - 1 | SV Darmstadt 98      | Millerntor-Stadion            | 14 de diciembre | 13:30 |
| FC Ingolstadt 04       | 2 - 0 | 1. FC Kaiserslautern | Audi Sportpark                | 14 de diciembre | 13:30 |
| VfR Aalen              | 1 - 2 | F.C. Núremberg       | Scholz-Arena                  | 14 de diciembre | 13:30 |

### Segunda rueda
| Eintracht Braunschweig | 2 - 1 | Fortuna Düsseldorf   | Eintracht-Stadion             | 16 de diciembre | 17:30 |
| Greuther Fürth         | 0 - 0 | VfL Bochum           | Trolli Arena                  | 16 de diciembre | 17:30 |
| 1. FC Union Berlin     | 2 - 0 | Karlsruher SC        | Alte Försterei                | 16 de diciembre | 17:30 |
| FSV Frankfurt          | 2 - 0 | 1. FC Heidenheim     | Frankfurter Volksbank Stadion | 16 de diciembre | 17:30 |
| TSV 1860 Múnich        | 1 - 1 | 1. FC Kaiserslautern | Allianz Arena                 | 17 de diciembre | 17:30 |
| FC Ingolstadt 04       | 2 - 1 | FC St. Pauli         | Audi Sportpark                | 17 de diciembre | 17:30 |
| VfR Aalen              | 0 - 0 | RB Leipzig           | Scholz-Arena                  | 17 de diciembre | 17:30 |
| SV Sandhausen          | 1 - 2 | SV Darmstadt 98      | Hardtwald                     | 17 de diciembre | 17:30 |
| FC Erzgebirge Aue      | 0 - 1 | F.C. Núremberg       | Sparkassen-Erzgebirgsstadion  | 17 de diciembre | 17:30 |

| Karlsruher SC        | 4 - 1 | FSV Frankfurt          | Wildparkstadion                | 19 de diciembre | 18:30 |
| Fortuna Düsseldorf   | 1 - 0 | 1. FC Union Berlin     | ESPRIT arena                   | 19 de diciembre | 18:30 |
| 1. FC Heidenheim     | 0 - 1 | Eintracht Braunschweig | Voith-Arena                    | 19 de diciembre | 18:30 |
| F.C. Núremberg       | 0 - 0 | Greuther Fürth         | Grundig-Stadion                | 20 de diciembre | 13:00 |
| FC St. Pauli         | 3 - 1 | VfR Aalen              | Millerntor-Stadion             | 20 de diciembre | 13:00 |
| 1. FC Kaiserslautern | 1 - 0 | SV Sandhausen          | Fritz-Walter-Stadion           | 21 de diciembre | 13:30 |
| VfL Bochum           | 1 - 1 | FC Erzgebirge Aue      | Rewirpowerstadion              | 21 de diciembre | 13:30 |
| SV Darmstadt 98      | 2 - 2 | FC Ingolstadt 04       | Merck-Stadion am Böllenfalltor | 21 de diciembre | 13:30 |
| RB Leipzig           | 1 - 1 | TSV 1860 Múnich        | Red Bull Arena                 | 22 de diciembre | 20:15 |

| Greuther Fürth         | 0 - 1 | FC Ingolstadt 04     | Trolli Arena                  | 6 de febrero | 18:30 |
| VfR Aalen              | 0 - 0 | SV Darmstadt 98      | Scholz-Arena                  | 6 de febrero | 18:30 |
| FC Erzgebirge Aue      | 2 - 0 | RB Leipzig           | Sparkassen-Erzgebirgsstadion  | 6 de febrero | 18:30 |
| 1. FC Union Berlin     | 2 - 1 | VfL Bochum           | Alte Försterei                | 7 de febrero | 13:00 |
| SV Sandhausen          | 0 - 0 | FC St. Pauli         | Hardtwald                     | 7 de febrero | 13:00 |
| Eintracht Braunschweig | 0 - 2 | 1. FC Kaiserslautern | Eintracht-Stadion             | 8 de febrero | 13:30 |
| Karlsruher SC          | 1 - 1 | Fortuna Düsseldorf   | Wildparkstadion               | 8 de febrero | 13:30 |
| FSV Frankfurt          | 2 - 1 | F.C. Núremberg       | Frankfurter Volksbank Stadion | 8 de febrero | 13:30 |
| TSV 1860 Múnich        | 1 - 2 | 1. FC Heidenheim     | Allianz Arena                 | 9 de febrero | 20:15 |

| Fortuna Düsseldorf   | 2 - 3 | FC Erzgebirge Aue      | ESPRIT arena                   | 13 de febrero | 18:30 |
| VfL Bochum           | 3 - 2 | Eintracht Braunschweig | Rewirpowerstadion              | 13 de febrero | 18:30 |
| 1. FC Heidenheim     | 0 - 1 | Karlsruher SC          | Voith-Arena                    | 13 de febrero | 18:30 |
| 1. FC Kaiserslautern | 1 - 0 | VfR Aalen              | Fritz-Walter-Stadion           | 14 de febrero | 13:00 |
| FC Ingolstadt 04     | 1 - 3 | SV Sandhausen          | Audi Sportpark                 | 14 de febrero | 13:00 |
| F.C. Núremberg       | 3 - 1 | 1. FC Union Berlin     | Grundig-Stadion                | 15 de febrero | 13:30 |
| RB Leipzig           | 0 - 1 | FSV Frankfurt          | Red Bull Arena                 | 15 de febrero | 13:30 |
| SV Darmstadt 98      | 1 - 1 | TSV 1860 Múnich        | Merck-Stadion am Böllenfalltor | 15 de febrero | 13:30 |
| FC St. Pauli         | 0 - 1 | Greuther Fürth         | Millerntor-Stadion             | 16 de febrero | 20:15 |

| Greuther Fürth         | 0 - 0 | SV Sandhausen        | Trolli Arena                  | 20 de febrero | 18:30 |
| VfR Aalen              | 1 - 1 | FC Ingolstadt 04     | Scholz-Arena                  | 20 de febrero | 18:30 |
| FC Erzgebirge Aue      | 0 - 1 | SV Darmstadt 98      | Sparkassen-Erzgebirgsstadion  | 20 de febrero | 18:30 |
| Karlsruher SC          | 0 - 0 | VfL Bochum           | Wildparkstadion               | 21 de febrero | 13:00 |
| TSV 1860 Múnich        | 2 - 1 | FC St. Pauli         | Allianz Arena                 | 21 de febrero | 13:00 |
| Fortuna Düsseldorf     | 1 - 3 | F.C. Núremberg       | ESPRIT arena                  | 22 de febrero | 13:30 |
| 1. FC Union Berlin     | 3 - 1 | 1. FC Heidenheim     | Alte Försterei                | 22 de febrero | 13:30 |
| FSV Frankfurt          | 2 - 0 | 1. FC Kaiserslautern | Frankfurter Volksbank Stadion | 22 de febrero | 13:30 |
| Eintracht Braunschweig | 1 - 1 | RB Leipzig           | Eintracht-Stadion             | 23 de febrero | 20:15 |

| 1. FC Kaiserslautern | 2 - 1 | Greuther Fürth         | Fritz-Walter-Stadion           | 27 de febrero | 18:30 |
| VfL Bochum           | 3 - 3 | FSV Frankfurt          | Rewirpowerstadion              | 27 de febrero | 18:30 |
| SV Darmstadt 98      | 1 - 0 | Eintracht Braunschweig | Merck-Stadion am Böllenfalltor | 27 de febrero | 18:30 |
| F.C. Núremberg       | 1 - 1 | Karlsruher SC          | Grundig-Stadion                | 28 de febrero | 13:00 |
| SV Sandhausen        | 2 - 0 | VfR Aalen              | Hardtwald                      | 28 de febrero | 13:00 |
| FC St. Pauli         | 0 - 0 | FC Erzgebirge Aue      | Millerntor-Stadion             | 1 de marzo    | 13:30 |
| 1. FC Heidenheim     | 1 - 2 | Fortuna Düsseldorf     | Voith-Arena                    | 1 de marzo    | 13:30 |
| RB Leipzig           | 3 - 2 | 1. FC Union Berlin     | Red Bull Arena                 | 1 de marzo    | 13:30 |
| FC Ingolstadt 04     | 1 - 1 | TSV 1860 Múnich        | Audi Sportpark                 | 2 de marzo    | 20:15 |

| F.C. Núremberg         | 0 - 1 | 1. FC Heidenheim     | Grundig-Stadion               | 6 de marzo | 18:30 |
| Fortuna Düsseldorf     | 2 - 2 | VfL Bochum           | ESPRIT arena                  | 6 de marzo | 18:30 |
| FC Erzgebirge Aue      | 0 - 3 | FC Ingolstadt 04     | Sparkassen-Erzgebirgsstadion  | 6 de marzo | 18:30 |
| Eintracht Braunschweig | 0 - 2 | FC St. Pauli         | Eintracht-Stadion             | 7 de marzo | 13:00 |
| VfR Aalen              | 1 - 1 | Greuther Fürth       | Scholz-Arena                  | 7 de marzo | 13:00 |
| TSV 1860 Múnich        | 2 - 3 | SV Sandhausen        | Allianz Arena                 | 8 de marzo | 13:30 |
| 1. FC Union Berlin     | 0 - 0 | 1. FC Kaiserslautern | Alte Försterei                | 8 de marzo | 13:30 |
| FSV Frankfurt          | 1 - 1 | SV Darmstadt 98      | Frankfurter Volksbank Stadion | 8 de marzo | 13:30 |
| Karlsruher SC          | 0 - 0 | RB Leipzig           | Wildparkstadion               | 9 de marzo | 20:15 |

| Greuther Fürth       | 0 - 3 | TSV 1860 Múnich        | Trolli Arena                   | 13 de marzo | 18:30 |
| VfL Bochum           | 4 - 1 | 1. FC Heidenheim       | Rewirpowerstadion              | 13 de marzo | 18:30 |
| SV Darmstadt 98      | 5 - 0 | 1. FC Union Berlin     | Merck-Stadion am Böllenfalltor | 13 de marzo | 18:30 |
| 1. FC Kaiserslautern | 2 - 1 | F.C. Núremberg         | Fritz-Walter-Stadion           | 14 de marzo | 13:00 |
| FC St. Pauli         | 1 - 1 | FSV Frankfurt          | Millerntor-Stadion             | 14 de marzo | 13:00 |
| FC Ingolstadt 04     | 1 - 3 | Karlsruher SC          | Audi Sportpark                 | 15 de marzo | 13:30 |
| VfR Aalen            | 3 - 0 | FC Erzgebirge Aue      | Scholz-Arena                   | 15 de marzo | 13:30 |
| SV Sandhausen        | 0 - 1 | Eintracht Braunschweig | Hardtwald                      | 15 de marzo | 13:30 |
| RB Leipzig           | 3 - 1 | Fortuna Düsseldorf     | Red Bull Arena                 | 16 de marzo | 20:15 |

| TSV 1860 Múnich        | 1 - 1 | VfR Aalen            | Allianz Arena                 | 20 de marzo | 18:30 |
| 1. FC Union Berlin     | 1 - 0 | FC St. Pauli         | Alte Försterei                | 20 de marzo | 18:30 |
| FSV Frankfurt          | 1 - 1 | SV Sandhausen        | Frankfurter Volksbank Stadion | 20 de marzo | 18:30 |
| Eintracht Braunschweig | 0 - 0 | FC Ingolstadt 04     | Eintracht-Stadion             | 21 de marzo | 13:00 |
| Fortuna Düsseldorf     | 2 - 0 | SV Darmstadt 98      | ESPRIT arena                  | 21 de marzo | 13:00 |
| Karlsruher SC          | 0 - 0 | 1. FC Kaiserslautern | Wildparkstadion               | 22 de marzo | 13:30 |
| FC Erzgebirge Aue      | 0 - 0 | Greuther Fürth       | Sparkassen-Erzgebirgsstadion  | 22 de marzo | 13:30 |
| 1. FC Heidenheim       | 1 - 0 | RB Leipzig           | Voith-Arena                   | 22 de marzo | 13:30 |
| F.C. Núremberg         | 1 - 2 | VfL Bochum           | Grundig-Stadion               | 23 de marzo | 20:15 |

| Greuther Fürth       | 1 - 2 | Eintracht Braunschweig | Trolli Arena                   | 4 de abril | 13:00 |
| 1. FC Kaiserslautern | 4 - 0 | 1. FC Heidenheim       | Fritz-Walter-Stadion           | 4 de abril | 13:00 |
| TSV 1860 Múnich      | 0 - 1 | FC Erzgebirge Aue      | Allianz Arena                  | 5 de abril | 13:30 |
| FC Ingolstadt 04     | 2 - 0 | FSV Frankfurt          | Audi Sportpark                 | 5 de abril | 13:30 |
| VfR Aalen            | 2 - 2 | Karlsruher SC          | Scholz-Arena                   | 5 de abril | 13:30 |
| SV Sandhausen        | 1 - 1 | 1. FC Union Berlin     | Hardtwald                      | 5 de abril | 13:30 |
| RB Leipzig           | 2 - 1 | F.C. Núremberg         | Red Bull Arena                 | 5 de abril | 13:30 |
| SV Darmstadt 98      | 2 - 0 | VfL Bochum             | Merck-Stadion am Böllenfalltor | 5 de abril | 13:30 |
| FC St. Pauli         | 4 - 0 | Fortuna Düsseldorf     | Millerntor-Stadion             | 6 de abril | 20:15 |

| F.C. Núremberg         | 1 - 1 | SV Darmstadt 98      | Grundig-Stadion               | 10 de abril | 18:30 |
| Karlsruher SC          | 3 - 0 | FC St. Pauli         | Wildparkstadion               | 10 de abril | 18:30 |
| 1. FC Heidenheim       | 0 - 1 | FC Ingolstadt 04     | Voith-Arena                   | 10 de abril | 18:30 |
| Eintracht Braunschweig | 2 - 0 | TSV 1860 Múnich      | Eintracht-Stadion             | 11 de abril | 13:00 |
| FSV Frankfurt          | 1 - 1 | Greuther Fürth       | Frankfurter Volksbank Stadion | 11 de abril | 13:00 |
| 1. FC Union Berlin     | 1 - 1 | VfR Aalen            | Alte Försterei                | 12 de abril | 13:30 |
| FC Erzgebirge Aue      | 0 - 1 | SV Sandhausen        | Sparkassen-Erzgebirgsstadion  | 12 de abril | 13:30 |
| VfL Bochum             | 1 - 2 | RB Leipzig           | Rewirpowerstadion             | 12 de abril | 13:30 |
| Fortuna Düsseldorf     | 1 - 1 | 1. FC Kaiserslautern | ESPRIT arena                  | 13 de abril | 20:15 |

| FC St. Pauli         | 1 - 0 | F.C. Núremberg         | Millerntor-Stadion             | 17 de abril | 18:30 |
| FC Ingolstadt 04     | 3 - 2 | Fortuna Düsseldorf     | Audi Sportpark                 | 17 de abril | 18:30 |
| SV Sandhausen        | 0 - 0 | Karlsruher SC          | Hardtwald                      | 17 de abril | 18:30 |
| TSV 1860 Múnich      | 2 - 1 | VfL Bochum             | Allianz Arena                  | 18 de abril | 13:00 |
| VfR Aalen            | 2 - 1 | Eintracht Braunschweig | Scholz-Arena                   | 18 de abril | 13:00 |
| Greuther Fürth       | 2 - 2 | 1. FC Union Berlin     | Trolli Arena                   | 19 de abril | 13:30 |
| FC Erzgebirge Aue    | 1 - 0 | FSV Frankfurt          | Sparkassen-Erzgebirgsstadion   | 19 de abril | 13:30 |
| SV Darmstadt 98      | 1 - 1 | 1. FC Heidenheim       | Merck-Stadion am Böllenfalltor | 19 de abril | 13:30 |
| 1. FC Kaiserslautern | 1 - 1 | RB Leipzig             | Fritz-Walter-Stadion           | 20 de abril | 20:15 |

| F.C. Núremberg         | 2 - 0 | SV Sandhausen        | Grundig-Stadion               | 24 de abril | 18:30 |
| VfL Bochum             | 0 - 2 | 1. FC Kaiserslautern | Rewirpowerstadion             | 24 de abril | 18:30 |
| RB Leipzig             | 2 - 1 | SV Darmstadt 98      | Red Bull Arena                | 24 de abril | 18:30 |
| Karlsruher SC          | 2 - 1 | Greuther Fürth       | Wildparkstadion               | 25 de abril | 13:00 |
| Fortuna Düsseldorf     | 1 - 1 | TSV 1860 Múnich      | ESPRIT arena                  | 25 de abril | 13:00 |
| 1. FC Union Berlin     | 2 - 2 | FC Ingolstadt 04     | Alte Försterei                | 26 de abril | 13:30 |
| FSV Frankfurt          | 1 - 1 | VfR Aalen            | Frankfurter Volksbank Stadion | 26 de abril | 13:30 |
| 1. FC Heidenheim       | 2 - 1 | FC St. Pauli         | Voith-Arena                   | 26 de abril | 13:30 |
| Eintracht Braunschweig | 4 - 2 | FC Erzgebirge Aue    | Eintracht-Stadion             | 27 de abril | 20:15 |

| Eintracht Braunschweig | 2 - 0 | FSV Frankfurt        | Eintracht-Stadion              | 2 de mayo | 13:00 |
| SV Darmstadt 98        | 3 - 2 | 1. FC Kaiserslautern | Merck-Stadion am Böllenfalltor | 2 de mayo | 13:00 |
| Greuther Fürth         | 3 - 0 | Fortuna Düsseldorf   | Trolli Arena                   | 3 de mayo | 13:30 |
| TSV 1860 Múnich        | 0 - 3 | 1. FC Union Berlin   | Allianz Arena                  | 3 de mayo | 13:30 |
| FC St. Pauli           | 1 - 0 | RB Leipzig           | Millerntor-Stadion             | 3 de mayo | 13:30 |
| VfR Aalen              | 2 - 4 | VfL Bochum           | Scholz-Arena                   | 3 de mayo | 13:30 |
| SV Sandhausen          | 2 - 2 | 1. FC Heidenheim     | Hardtwald                      | 3 de mayo | 13:30 |
| FC Erzgebirge Aue      | 3 - 1 | Karlsruher SC        | Sparkassen-Erzgebirgsstadion   | 3 de mayo | 13:30 |
| FC Ingolstadt 04       | 1 - 1 | F.C. Núremberg       | Audi Sportpark                 | 4 de mayo | 20:15 |

| Fortuna Düsseldorf   | 0 - 2 | VfR Aalen              | ESPRIT arena                  | 8 de mayo  | 18:30 |
| FSV Frankfurt        | 0 - 1 | TSV 1860 Múnich        | Frankfurter Volksbank Stadion | 8 de mayo  | 18:30 |
| RB Leipzig           | 0 - 4 | SV Sandhausen          | Red Bull Arena                | 8 de mayo  | 18:30 |
| 1. FC Kaiserslautern | 0 - 2 | FC St. Pauli           | Fritz-Walter-Stadion          | 9 de mayo  | 13:00 |
| 1. FC Union Berlin   | 1 - 2 | FC Erzgebirge Aue      | Alte Försterei                | 9 de mayo  | 13:00 |
| F.C. Núremberg       | 3 - 1 | Eintracht Braunschweig | Grundig-Stadion               | 10 de mayo | 13:30 |
| VfL Bochum           | 3 - 1 | FC Ingolstadt 04       | Rewirpowerstadion             | 10 de mayo | 13:30 |
| 1. FC Heidenheim     | 3 - 0 | Greuther Fürth         | Voith-Arena                   | 10 de mayo | 13:30 |
| Karlsruher SC        | 0 - 1 | SV Darmstadt 98        | Wildparkstadion               | 11 de mayo | 20:15 |

| Eintracht Braunschweig | 0 - 2 | Karlsruher SC        | Eintracht-Stadion             | 17 de mayo | 15:30 |
| Greuther Fürth         | 1 - 0 | SV Darmstadt 98      | Trolli Arena                  | 17 de mayo | 15:30 |
| TSV 1860 Múnich        | 2 - 1 | F.C. Núremberg       | Allianz Arena                 | 17 de mayo | 15:30 |
| FC St. Pauli           | 5 - 1 | VfL Bochum           | Millerntor-Stadion            | 17 de mayo | 15:30 |
| FC Ingolstadt 04       | 2 - 1 | RB Leipzig           | Audi Sportpark                | 17 de mayo | 15:30 |
| VfR Aalen              | 2 - 4 | 1. FC Heidenheim     | Scholz-Arena                  | 17 de mayo | 15:30 |
| SV Sandhausen          | 0 - 2 | Fortuna Düsseldorf   | Hardtwald                     | 17 de mayo | 15:30 |
| FSV Frankfurt          | 1 - 3 | 1. FC Union Berlin   | Frankfurter Volksbank Stadion | 17 de mayo | 15:30 |
| FC Erzgebirge Aue      | 0 - 0 | 1. FC Kaiserslautern | Sparkassen-Erzgebirgsstadion  | 17 de mayo | 15:30 |

| F.C. Núremberg       | 2 - 1 | VfR Aalen              | Grundig-Stadion                | 24 de mayo | 15:30 |
| 1. FC Kaiserslautern | 1 - 1 | FC Ingolstadt 04       | Fritz-Walter-Stadion           | 24 de mayo | 15:30 |
| Karlsruher SC        | 2 - 0 | TSV 1860 München       | Wildparkstadion                | 24 de mayo | 15:30 |
| Fortuna Düsseldorf   | 2 - 3 | FSV Frankfurt          | ESPRIT arena                   | 24 de mayo | 15:30 |
| 1. FC Union Berlin   | 2 - 0 | Eintracht Braunschweig | Alte Försterei                 | 24 de mayo | 15:30 |
| VfL Bochum           | 0 - 0 | SV Sandhausen          | Hardtwald                      | 24 de mayo | 15:30 |
| 1. FC Heidenheim     | 2 - 2 | FC Erzgebirge Aue      | Voith-Arena                    | 24 de mayo | 15:30 |
| RB Leipzig           | 2 - 0 | Greuther Fürth         | Red Bull Arena                 | 24 de mayo | 15:30 |
| SV Darmstadt 98      | 1 - 0 | FC St. Pauli           | Merck-Stadion am Böllenfalltor | 24 de mayo | 15:30 |

### Campeón
|                                                             |
|                                                             |
| F. C. Ingolstadt 04 1.er título Asciende a la 1. Bundesliga |
| También asciende S. V. Darmstadt 98 como subcampeón.        |

## Play-offs de ascenso y descenso

### Partido por el ascenso
| 28 de mayo de 2015, 20:30 | Hamburgo        | 1:1 (0:1) | Karlsruher     | Imtech Arena, Hamburgo                                    |                                                           |
|                           | I. Iličević 73' | Reporte   | R. Hennings 4' | Asistencia: 56.615 espectadores Árbitro(s): Deniz Aytekin | Asistencia: 56.615 espectadores Árbitro(s): Deniz Aytekin |

| 1 de junio de 2015, 19:00 | Karlsruher  | 1:2 (1:1; 0:0) (t. s.)(0:1 t. s.) | Hamburgo                       | Wildparkstadion, Karlsruhe                               |                                                          |
|                           | R. Yabo 78' | Reporte                           | M. Díaz 90+1' · N. Müller 115' | Asistencia: 27.500 espectadores Árbitro(s): Manuel Gräfe | Asistencia: 27.500 espectadores Árbitro(s): Manuel Gräfe |

### Partido por el descenso
| 29 de mayo de 2015, 20:30 | Holstein Kiel | 0:0     | TSV 1860 Múnich | Holstein-Stadion, Kiel                                   |                                                          |
|                           |               | Reporte |                 | Asistencia: 9.812 espectadores Árbitro(s): Florian Meyer | Asistencia: 9.812 espectadores Árbitro(s): Florian Meyer |

| 2 de junio de 2015, 20:30 | TSV 1860 Múnich                | 2:1 (0:1) | Holstein Kiel | Allianz Arena, Múnich                                    |                                                          |
|                           | D. Adlung 78' · K. Bülow 90+1' | Reporte   | R. Kazior 16' | Asistencia: 57.000 espectadores Árbitro(s): Knut Kircher | Asistencia: 57.000 espectadores Árbitro(s): Knut Kircher |

## Estadísticas
| Jugador                                  | Equipo             | Goles | Partidos | Media | Penal |
| ---------------------------------------- | ------------------ | ----- | -------- | ----- | ----- |
| Rouwen Hennings                          | Karlsruher         | 17    | 27       | 0.62  | 1     |
| Simon Terodde                            | Bochum             | 16    | 33       | 0.48  | 2     |
| Florian Niederlechner                    | Heidenheim         | 15    | 33       | 0.45  | 0     |
| Sebastian Polter                         | Union Berlín       | 14    | 29       | 0.48  | 1     |
| Charlison Benschop                       | Fortuna Düsseldorf | 13    | 30       | 0.43  | 2     |
| Rubin Okotie                             | TSV 1860 Múnich    | 13    | 25       | 0.52  | 1     |
| Edmond Kapllani                          | Frankfurt          | 11    | 26       | 0.42  | 4     |
| Joel Pohjanpalo                          | Fortuna Düsseldorf | 11    | 29       | 0.37  | 0     |
| Yussuf Poulsen                           | RB Leipzig         | 11    | 29       | 0.37  | 0     |
| Marc Schnatterer                         | Heidenheim         | 11    | 34       | 0.32  | 3     |
| Última actualización: 25 de mayo de 2015 |                    |       |          |       |       |

| Jugador                                  | Equipo          | Asistencias | Partidos | Media |
| ---------------------------------------- | --------------- | ----------- | -------- | ----- |
| Pascal Groß                              | Ingolstadt 04   | 16          | 34       | 0.47  |
| Daniel Adlung                            | TSV 1860 Múnich | 10          | 31       | 0.32  |
| Marc Schnatterer                         | Heidenheim      | 10          | 34       | 0.29  |
| Karim Matmour                            | Kaiserslautern  | 7           | 24       | 0.29  |
| Fabian Schönheim                         | Union Berlín    | 7           | 27       | 0.25  |
| Philip Heise                             | Heidenheim      | 7           | 30       | 0.23  |
| Dennis Daube                             | St. Pauli       | 7           | 32       | 0.21  |
| Vincenzo Grifo                           | Frankfurt       | 7           | 33       | 0.21  |
| Florian Niederlechner                    | Heidenheim      | 7           | 33       | 0.21  |
| Mario Engels                             | Frankfurt       | 6           | 26       | 0.23  |
| Última actualización: 25 de mayo de 2015 |                 |             |          |       |